# Lithosia
Lithosia és un gènere de papallones nocturnes de la subfamília Arctiinae i la família Erebidae.
Aquest gènere inclou, a Europa, una sola espècie: Lithosia quadra (Linnaeus, 1758).

## Descripció
La femella és més gran que el mascle i té les ales grogues amb dos punts foscos.
Es troba principalment en els boscos.
La larva és de color gris i negre amb punts vermells grans.
Els imagos volen de juliol a octubre.

## Espècies[2]
- Lithosia amoyca Daniel, 1954
- Lithosia atuntseica Daniel, 1954
- Lithosia clarivenata Reich, 1937
- Lithosia eburneola Turati, 1933
- Lithosia formosicola Matsumura, 1927
- Lithosia gynaegrapha de Joan, 1930
- Lithosia karenkona Matsumura, 1930
- Lithosia likiangica Daniel, 1954
- Lithosia lungtanica Daniel, 1954
- Lithosia mínima Daniel, 1954
- Lithosia postmaculosa Matsumura, 1927
- Lithosia quadra Linnaeus, 1758
- Lithosia ratonella Matsumura, 1927
- Lithosia ranrunensis Matsumura, 1927
- Lithosia saitonis Matsumura, 1927
- Lithosia sakia Matsumura, 1927
- Lithosia subcosteola Druce, 1899
- Lithosia szetchuana Sterneck, 1938
- Lithosia taishanica Daniel, 1954
- Lithosia taiwanella Matsumura, 1927
- Lithosia tienmushanica Daniel, 1954
- Lithosia tomponis Matsumura, 1927
- Lithosia uniformeola Daniel, 1954
- Lithosia usuguronis Matsumura, 1927

## Galeria

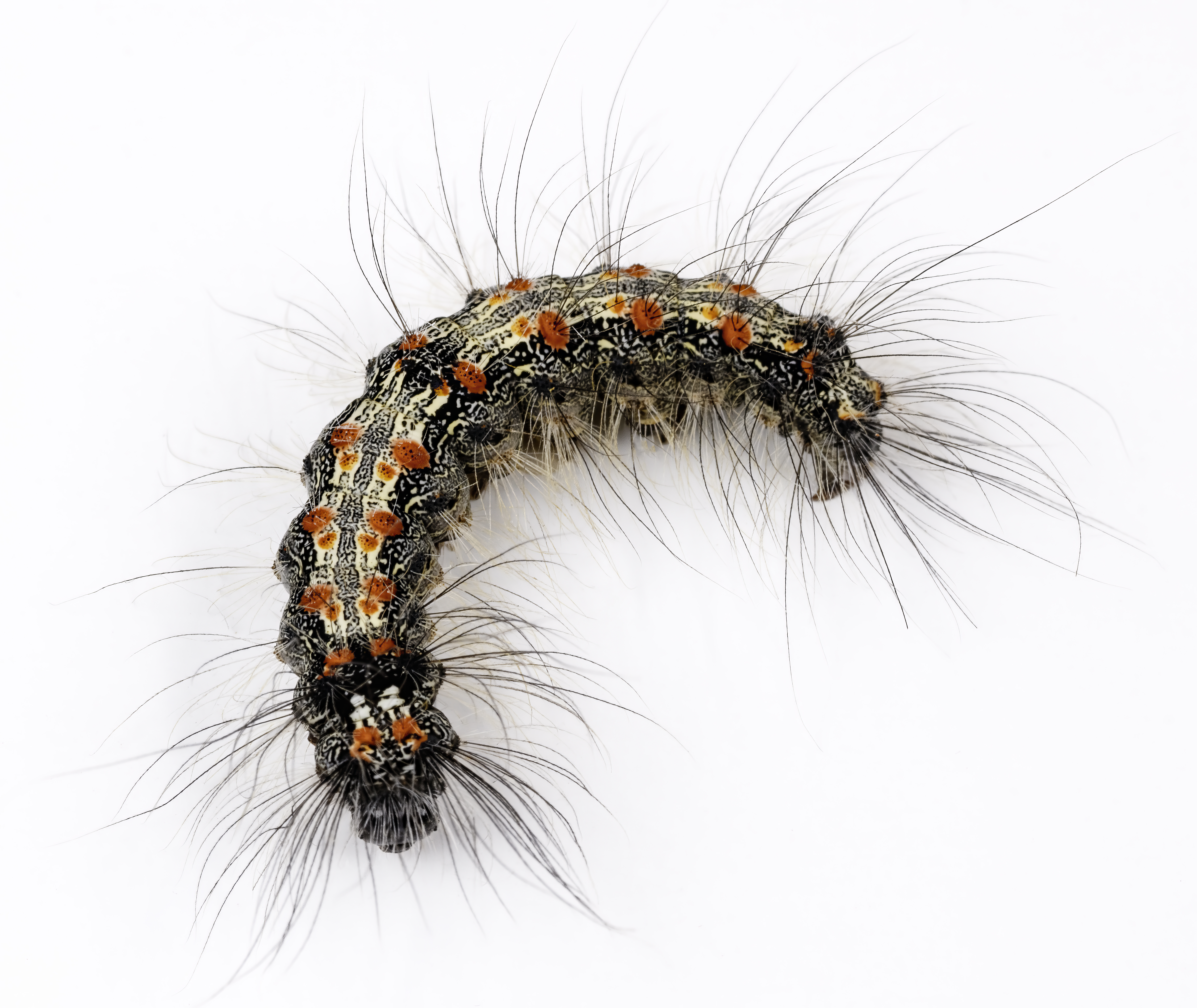
Lithosia quadra larva
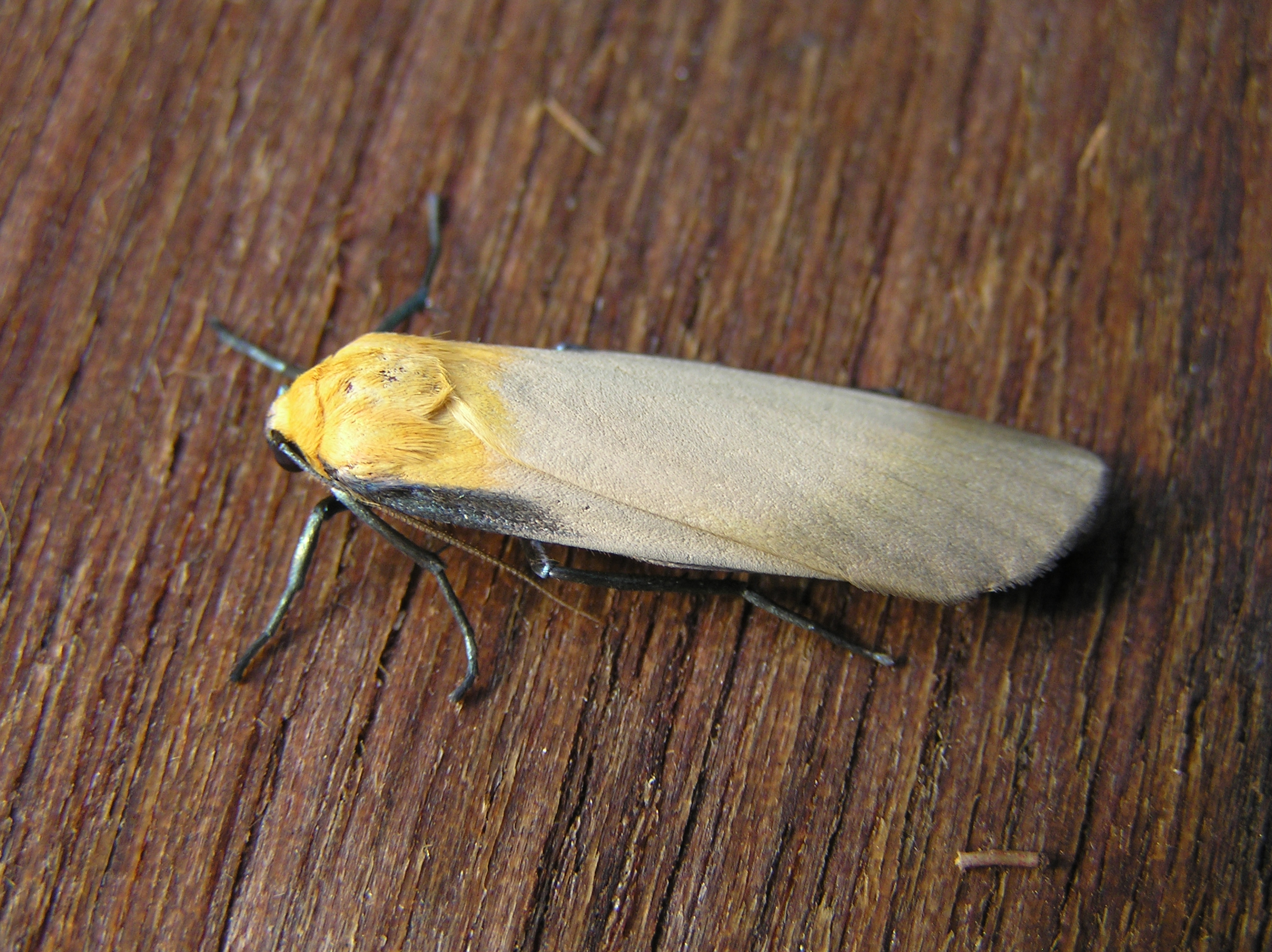
Lithosia quadra mascle
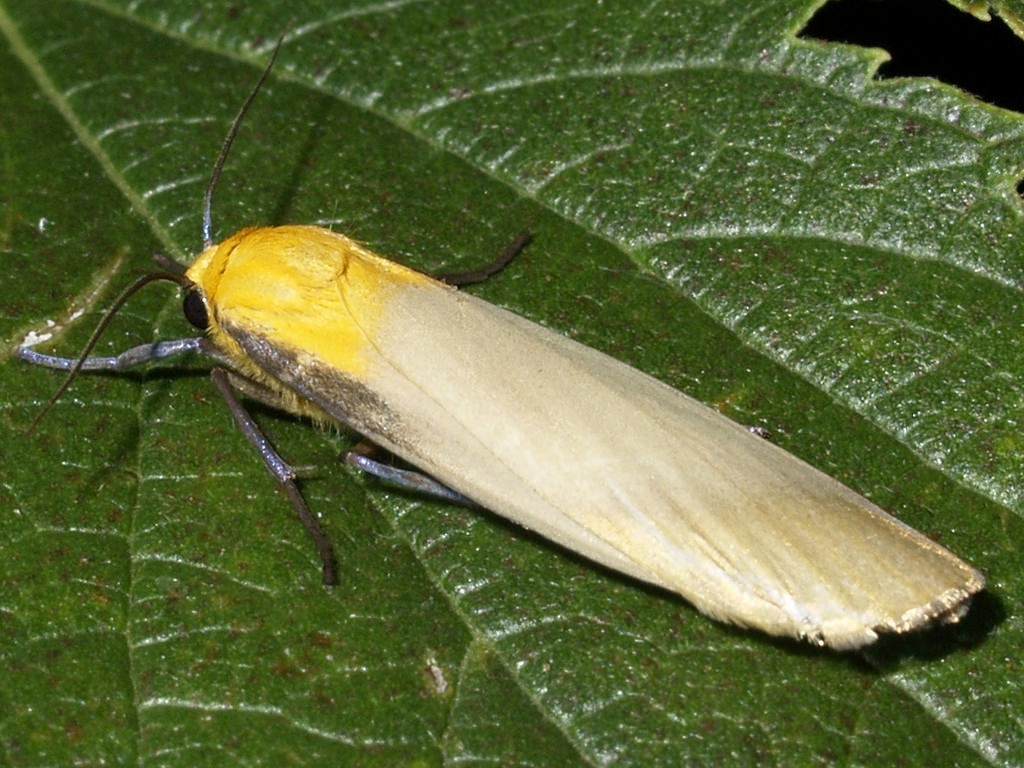
Lithosia quadra mascle
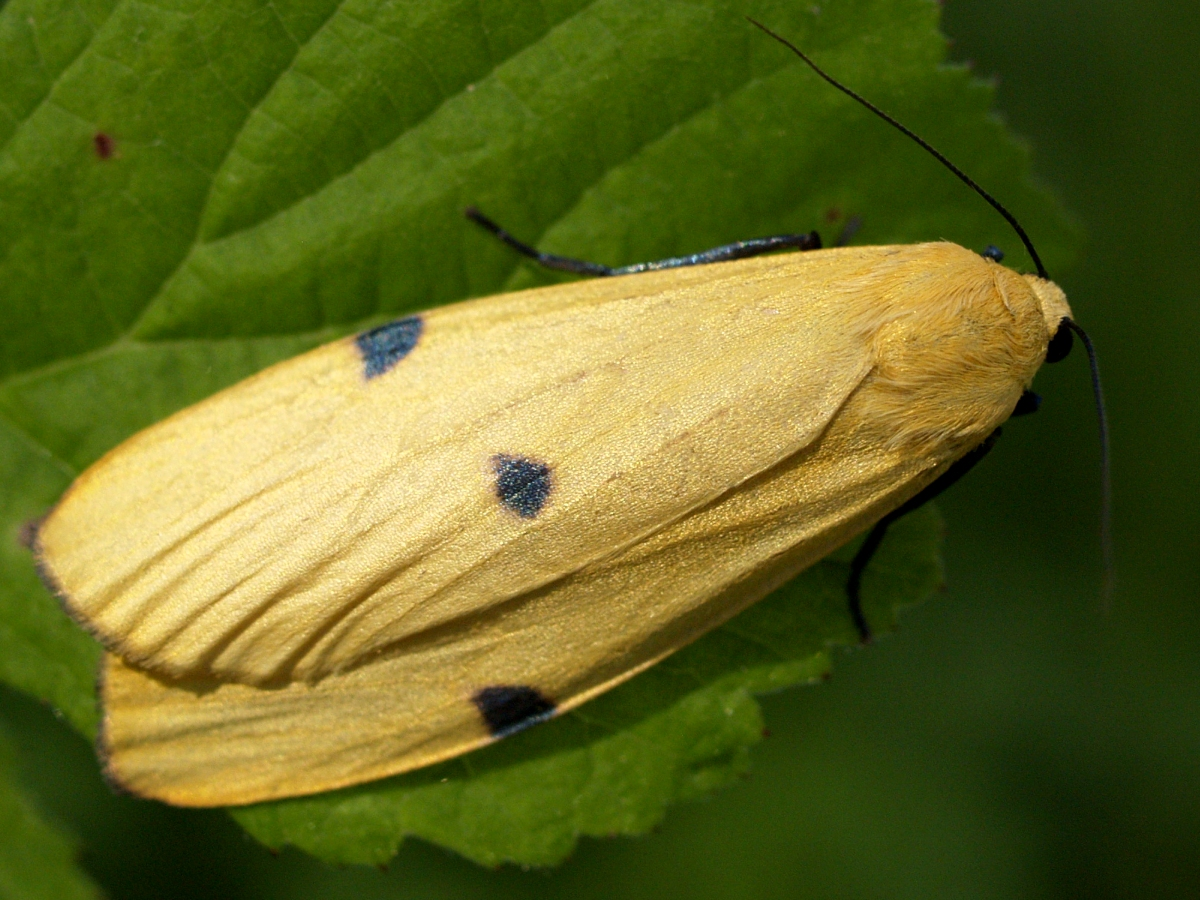
Lithosia quadra femella
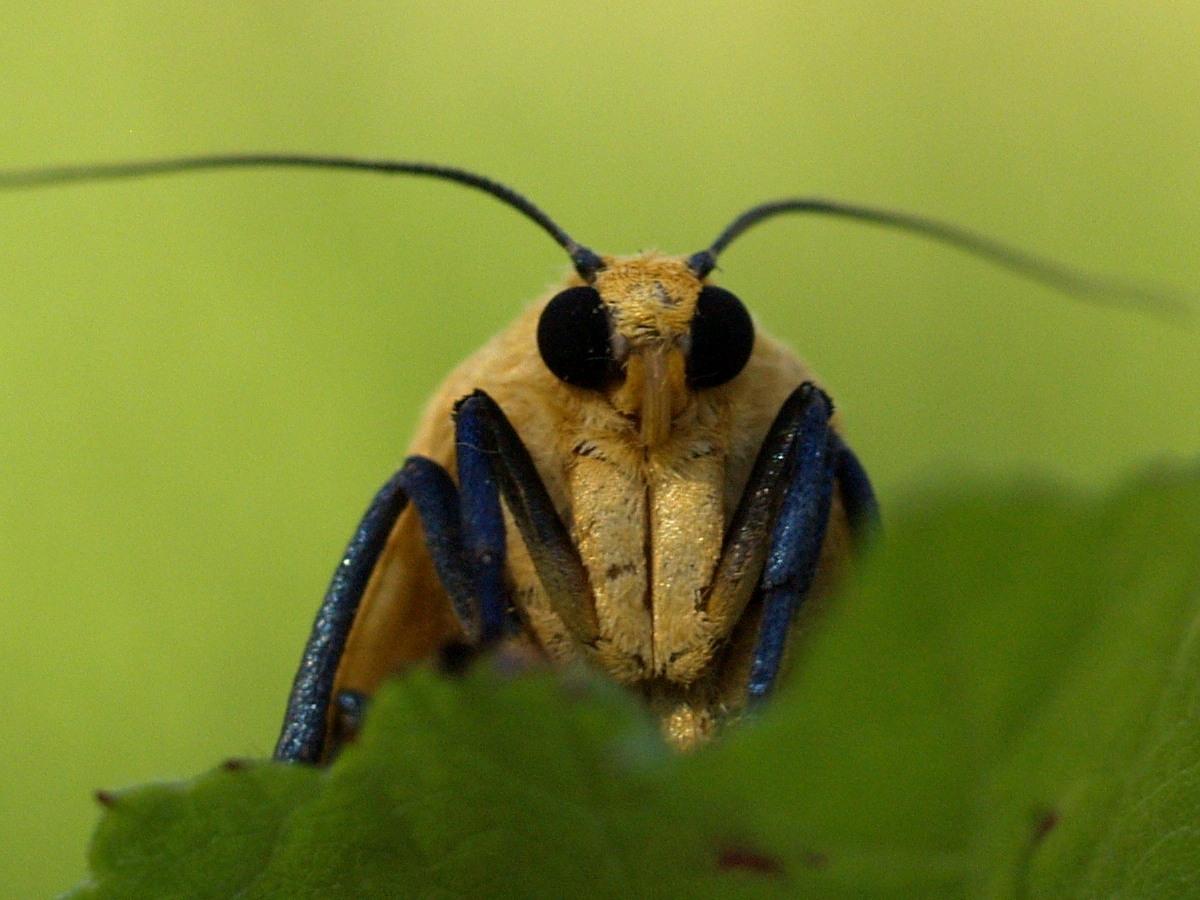
Lithosia quadra detall